# Георг Лудвиг фон Льовенщайн-Шарфенек
Георг Лудвиг фон Льовенщайн-Шарфенек (на немски: Georg Ludwig von Löwenstein-Scharffeneck; * 25/29 януари 1587, дворец Хабицхайм, Оцберг), Хесен; † 3 януари 1633 при Ерфурт) от фамилията Льовенщайн-Вертхайм от род Вителсбахи, е граф на Льовенщайн-Шарфенек (1596 – 1633), югозападно от Нойщат ан дер Вайнщрасе в Рейнланд-Пфалц през Тридесетгодишната война.

## Живот
Той е големият син на граф Волфганг II фон Льовенщайн-Шарфенек (1555 – 1596) и съпругата му графиня Катарина Анастасия фон Валдек-Айзенберг (1566 – 1635), дъщеря на граф Волрад II фон Валдек-Айзенберг († 1578) и Анастасия Гюнтера фон Шварцбург-Бланкенбург-Рудолщат († 1570). Потомък е на курфюрст Фридрих I фон Пфалц (1425 – 1476) и втората му съпруга (морганатичен брак) Клара Тот (1440 – 1520). По-голям брат е на Йохан Казимир фон Льовенщайн-Шарфенек (* 29 август 1588; † 10 юни 1622, удавя се в битката при Хьохст).
Георг Лудвиг започва държавна служба, от 1617 г. е на служба на Република Венеция, където прави задължения от 80 000 фл. От 1621/1622 г. той е като обрист-лейтенант или „обрист“ заедно с брат си е в наемната войска на генерал граф Ернст фон Мансфелд и херцог Кристиан фон Брауншвайг, където брат му Йохан Казимир командва 1000 конника и 3 000 инфантеристи, а Георг Лудвиг 2 000 мъже. Той попада на 6 август 1623 г. в плен. През 1623 г. император император Фердинанд II конфискува двореца и селото Хабицхайм заради предателството на граф Георг Лудвиг и Йохан Казимир с Фридрих V.
От 9 май 1631 г. той е обрист на шведска служба. Георг Лудвиг става при херцог Вилхелм IV фон Саксония-Ваймар градски комендант на Ерфурт.
Умира на 45 години на 3 януари 1633 г. в лагера при Ерфурт.

## Фамилия
Георг Лудвиг се жени на 2 март 1620 г. в Аролзен за графиня Елизабет Юлиана фон Ербах (* 22 януари 1600, Ербах, Оденвалд; † 29 май 1640 при Заалфелд), дъщеря на граф Георг III фон Ербах (1548 – 1605) и четвъртата му съпруга Мария фон Барби-Мюлинген (1563 – 1619), дъщеря на граф Албрехт X фон Барби-Мюлинген (1534 – 1588) и принцеса Мария фон Анхалт-Цербст (1538 – 1563). Те имат две деца: 
- Мария/Марка Кристина (* 20 ноември 1625, Падуа; † 7 октомври 1672, Стокхолм), омъжена на 1 май 1644 г. в Стокхолм за Габриел Габриелсон Греве Оксенстиерна Васа (1619 – 1673)
- Бернхард Лудвиг (* 22 февруари 1628, Базел; † 4 август 1628, Базел)

Вдовицата му Елизабет Юлиана фон Ербах се омъжва втори път на 25 юли 1636 г. във Вербесканс за шведския генерал-фелдмаршал Юхан Банер (1596 – 1641).